# Dirk Impens
Dirk Impens (2 november 1957) is een Belgische producent van langspeelfilms als Blueberry Hill (Robbe De Hert), Daens (Stijn Coninx), Manneken Pis (Frank Van Passel), Brylcream Boulevard (Robbe De Hert), Left Luggage (Jeroen Krabbé), De helaasheid der dingen en The Broken Circle Breakdown (beide Felix Van Groeningen). Daarnaast was hij eveneens producent van meerdere televisieseries.

## Levensloop
Na als productieleider met de Internationale Nieuwe Scène een deel van de wereld te hebben bereisd belandde Dirk Impens bij Multimedia, waar hij als productieleider betrokken was bij onder andere Crazy Love van Dominique Deruddere en Hector van Stijn Coninx & Urbanus.
In 1989 stapte hij over naar Independent Productions, waar hij als line producer verantwoordelijk was voor een drietal korte films en Blueberry Hill van Robbe De Hert.

### Favourite Films / Menuet
In 1990 ging hij solo en startte hij met Favourite Films. Zijn eerste project, Daens van Stijn Coninx, was meteen een schot in de roos. De film werd een enorm commercieel en kritisch succes in eigen land en veroverde een Oscarnominatie als Beste niet-Engelstalige film.
Vervolgens produceerde Impens Manneken Pis, de debuutfilm van Frank Van Passel met o.a. Frank Vercruyssen en Antje De Boeck. Manneken Pis werd geselecteerd voor de Semaine de la Critique in Cannes en sleepte verschillende prijzen in de wacht, waaronder de Prix de la Jeunesse. De film werd na Cannes ook uitgenodigd op een hele reeks buitenlandse filmfestivals, en heeft in eigen land de 50.000 bezoekers overschreden.
Datzelfde jaar kwam ook de komedie Brylcream Boulevard van Robbe De Hert uit. Dit was het logische vervolg van de film Blueberry Hill.
Na Alles moet weg -een Vlaamse film van Jan Verheyen uit 1996 gebaseerd op de gelijknamige roman van Tom Lanoye- en Taxi Dancer -een middellange film van Caroline Strubbe- produceerde hij de twee miniseries; Terug naar Oosterdonk en Kongo.
Terug naar Oosterdonk is een meermaals bekroonde Vlaamse televisieserie uit 1997, geregisseerd door Frank Van Passel. Kongo is een 7-delige Vlaamse televisiereeks van regisseur Vincent Rouffaer uit 1997 over het einde van het koloniale tijdperk in Belgisch-Kongo.
In 1998 was hij mede producent van Left Luggage, het regiedebuut van Jeroen Krabbé. Left Luggage is een Nederlands-Belgisch-Britse film uit 1998. De film is een bewerking van het boek twee Koffers Vol van Carl Friedman.
Vervolgens kwamen nog een flink aantal producties uit zoals Man van staal, een Belgische film uit 1999 van Vincent Bal over een jongen die het overlijden van zijn vader moeilijk kan verwerken. Maar ook Team Spirit van Jan Verheyen, Sedes & Belli een Vlaamse politieserie, Team Spirit 2 het vervolg van de Team Spirit, Steve + Sky van Felix Van Groeningen en Halleluja! een komische Vlaamse televisieserie.
Met Buitenspel van regisseur Jan Verheyen, de Vlaamse remake van de Nederlandse film In Oranje, ging hij de bioscopen weer in.
Impens was ook de producer van de volgende films van Felix Van Groeningen, Dagen zonder lief in 2007, De helaasheid der dingen uit 2009, The Broken Circle Breakdown uit 2012 en in 2016 Belgica.
Daarnaast produceerde hij met Menuet heel wat televisieseries waaronder Katarakt, Code 37, Deadline 14/10, Zuidflank, In Vlaamse velden, Vriendinnen en Als de dijken breken.
In 2017 gaf Impens aan dat hij met Menuet aan zijn laatste producties bezig was en dat hij langzaam ging afbouwen.